# (21997) 1999 XP36
1999 أكس بي 36 (ويعرف أيضًا باسم (21997) 1999 أكس بي 36 وفق تسمية الكوكب الصغير) (بالإنجليزية: 1999 XP36)‏ هو كويكب ضمن حزام الكويكبات؛ وترتيبه 21997 من حيث الاكتشاف.
اكتُشف هذا الجُرم الفلكي بواسطة Charles W. Juels ‏ في 7 ديسمبر 1999.

## وصلات خارجية
- (21997) 1999 XP36 في قاعدة بيانات مختبر الدفع النفاث لأجرام النظام الشمسي الصغيرة

- الاكتشاف · مخطط المدار ·  العناصر المدارية · المعلمات المادية

- (21997) 1999 XP36 على موقع ويكي سكاي: DSS2, SDSS, GALEX, IRAS, Hydrogen α, X-Ray, Astrophoto, Sky Map, Articles and images